# Lasioserica pseudopilosella
Lasioserica pseudopilosella är en skalbaggsart som beskrevs av Ahrens 1996. Lasioserica pseudopilosella ingår i släktet Lasioserica och familjen Melolonthidae. Inga underarter finns listade i Catalogue of Life.